# Zady Moise Gnenegbe
Zady Moise Gnenegbe (* 8. Februar 1990 in Paris) ist ein französischer Fußballspieler.

## Karriere
Zady Moise Gnenegbe stand bis Juni 2014 beim FK Králův Dvůr in Tschechien unter Vertrag. Wo er vorher gespielt hat, ist unbekannt. Der Verein aus Králův Dvůr spielte in der dritten Liga des Landes, der Bohemian Football League. Im Juli 2014 wechselte er zu den Naxxar Lions. Mit dem Verein aus Naxxar spielte er neunmal in der ersten Liga, der Maltese Premier League. Im April 2016 wechselte er für sechs Monate nach Island. Hier spielte er bis Ende September für den KS Fjallabyggðar aus Fjallabyggð. Im Oktober ging er nach Zypern, wo ihn der Gençler Birliği SK aus der Hafenstadt Larnaka unter Vertrag nahm. Der libanesische Verein AC Tripoli aus Tripoli verpflichtete ihn Ende Januar 2017. Im Februar 2018 zog es ihn nach Thailand. Hier unterschrieb er einen Vertrag beim Chachoengsao Hi-Tek FC. Mit dem Verein aus Chachoengsao spielte er in der dritten Liga, der Thai League 3. Hier trat der Verein in der Upper Region an. Ende September 2018 ging er wieder nach Zypern, wo er sich bis Januar 2020 dem Esentepe KKSK anschloss. Im Februar 2020 unterschrieb er wieder einen Vertrag bei seinem ehemaligen Verein Chachoengsao Hi-Tek FC in Thailand. Ende 2020 wechselte er zum ebenfalls in der dritten Liga spielenden Muangkan United FC. Mit dem Verein aus Kanchanaburi spielte er in der Western Region der dritten Liga. Am Ende der Saison wurde er mit dem Verein Meister der Region. In den Aufstiegsspielen zur zweiten Liga wurde belegte man den zweiten Platz und stieg somit in die zweite Liga auf. Nach dem Aufstieg verließ er den Verein und schloss sich die Saison 2021/22 dem Drittligisten Nonthaburi United S.Boonmeerit FC aus Bangkok an. Mit dem Hauptstadtverein spielte er 22-mal in der Bangkok Metropolitan Region der Liga. Im Sommer 2022 verpflichtete ihn der in Western Region spielende Kanjanapat FC. Für dem Verein aus Pathum Thani bestritt er in der Hinrunde elf Ligaspiele. Zur Rückrunde 2022/23 wechselte er im Januar 2023 zu dem in der Bangkok Metropolitan Region spielenden STK Muangnont FC. Für Muangnont bestritt er neun Ligaspiele. Im Sommer 2023 wurde sein Vertrag nicht verlängert.

## Erfolge
Muangkan United FC
- Thai League 3 – West: 2020/21
- Thai League 3 – National Championship: 2020/21 (2. Platz)  ▲